# Cadillac Eldorado
De Cadillac Eldorado is een automodel van Cadillac en werd in de periode van 1953 t/m 2002 op de markt gebracht.
De woorden El dorado betekenen De gouden in het Spaans. De naam werd in 1952 aan een conceptauto gegeven, ter ere van het vijftigjarig bestaan van het merk Cadillac.
Er zijn acht generaties ElDorado's uitgebracht:
- 1953 t/m 1954, de 1e generatie: Dit model was gebaseerd op de eerder genoemde conceptversie. Deze wagen was in de kleuren blauw, wit, rood en oker te krijgen.
- 1955 t/m 1958, de 2e generatie: In 1956 kwam naast de convertible, die nu de naam Biarritz kreeg, een nieuw model Eldorado op de markt, de Seville. In 1957 kwam een extra luxueuze sedan versie, de Eldorado Brougham uit. Deze was zelfs duurder dan de Rolls-Royce Silver Cloud van destijds.
- 1959 t/m 1966, de 3e generatie: Van het Eldorado Brougham model van 1959 en 1960 werden de carrosserieën met de hand gemaakt door het Italiaanse Pininfarina.
- 1967 t/m 1970, de 4e generatie: Deze had een compleet ander ontwerp. Hij had hetzelfde platform als de Oldsmobile Toronado en kreeg voorwielaandrijving.
- 1971 t/m 1978, de 5e generatie: Deze wagen had zogenaamde fender skirts, waarmee de achterwielen grotendeels werden afgedekt. In 1976 kwam de extra luxueuze Biarritz-versie op de markt.
- 1979 t/m 1985, de 6e generatie: Voor het eerst werd de Eldorado kleiner dan haar voorgangers.
- 1986 t/m 1991, de 7e generatie: Ook deze was weer kleiner en voor het eerst was het dak gewoon onderdeel van de carrosserie, in plaats van dat er een apart onderscheidende hard top op zat. Vanaf deze generatie werd de Eldorado in General Motors nieuwe Detroit/Hamtramck Assembly-fabriek gebouwd.
- 1992 t/m 2002, de 8e generatie: Dit was het laatste model. De meeste franje was verdwenen. In 2002 werd als afscheid nog een aparte oplage geproduceerd in dezelfde witte en rode kleuren waarin destijds de eerste generatie was geproduceerd. Hierna viel het doek voor de Eldorado.

## Galerij

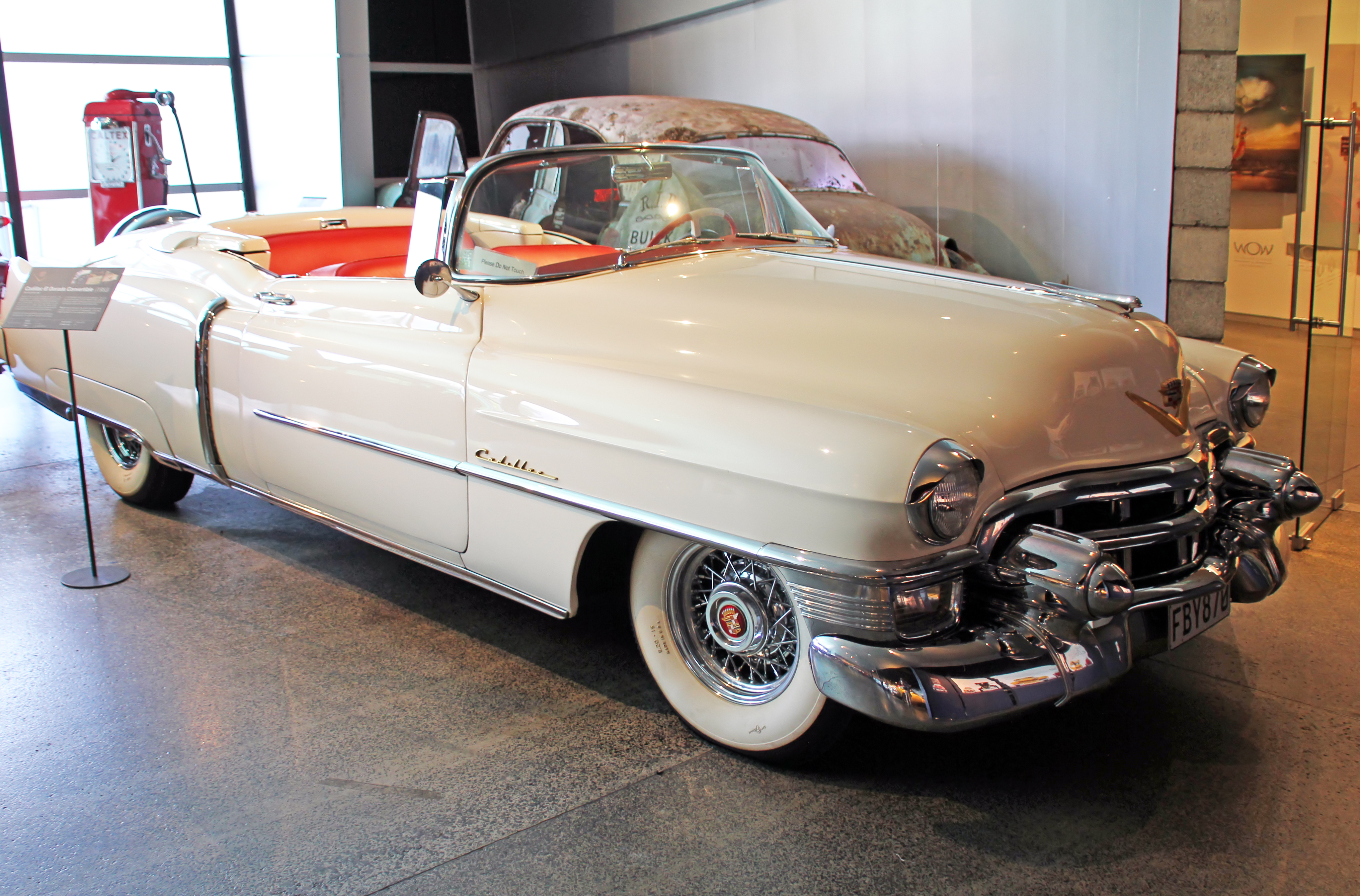
1e generatie
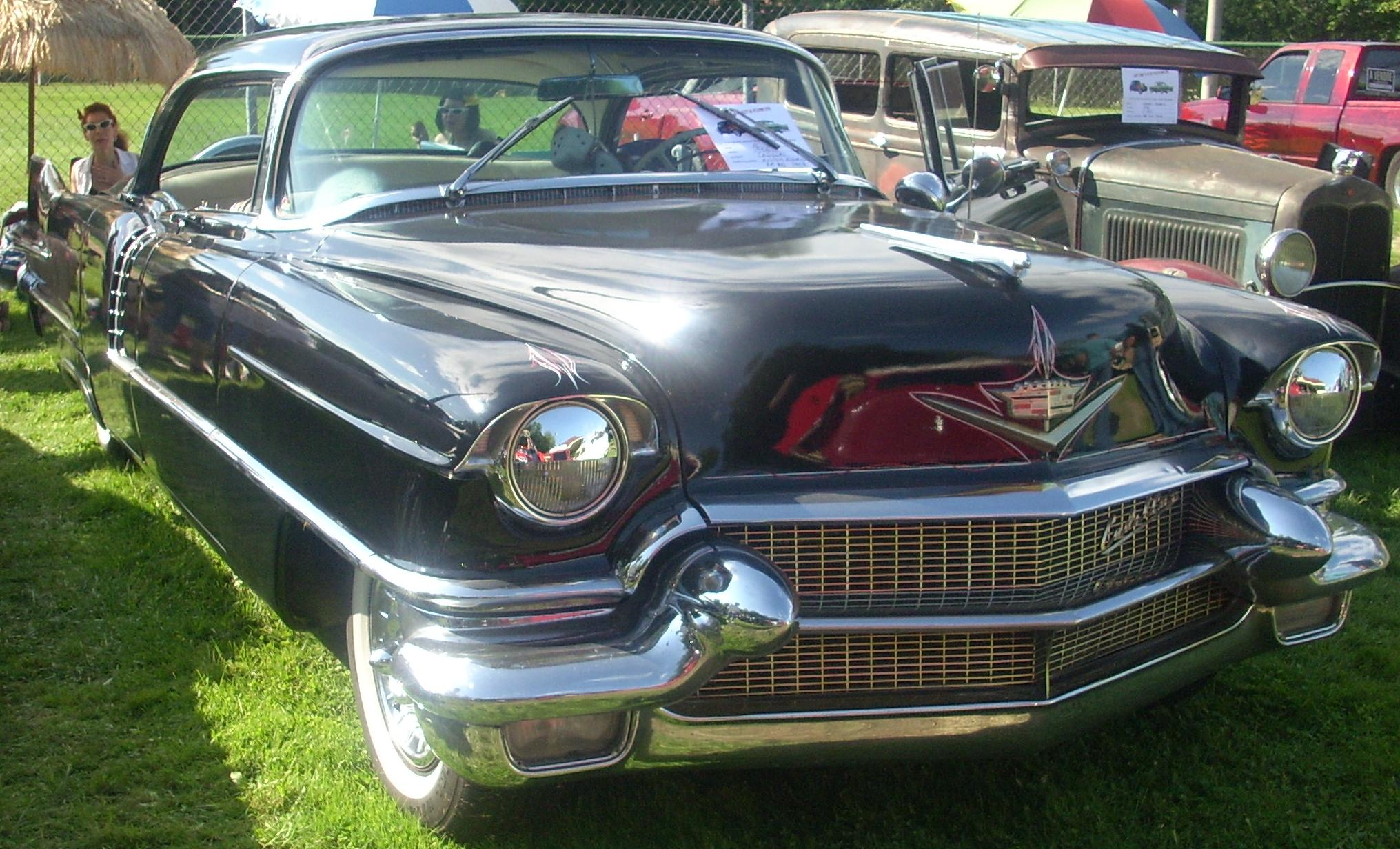
2e generatie
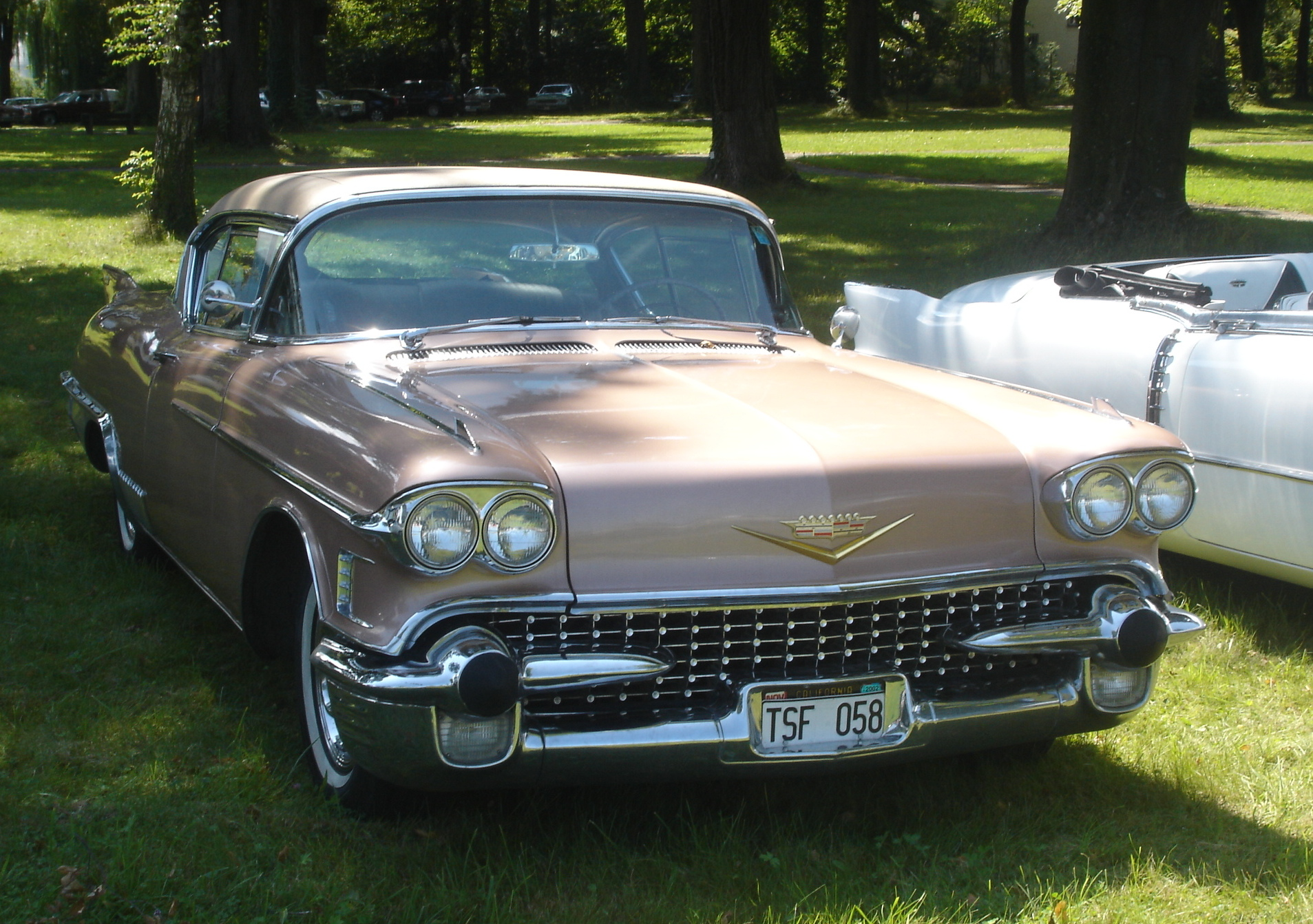
3e generatie
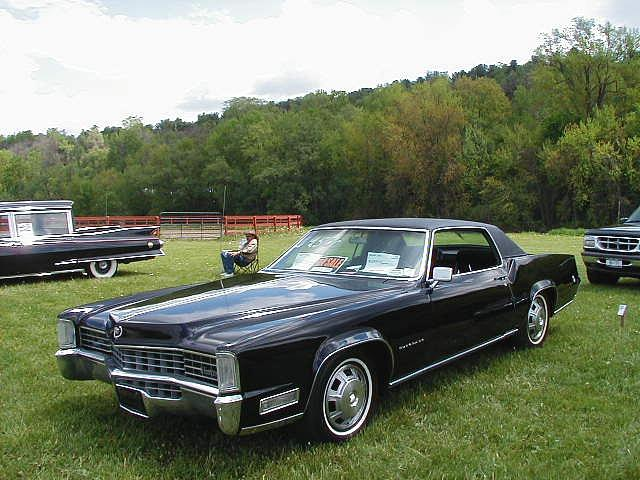
4e generatie
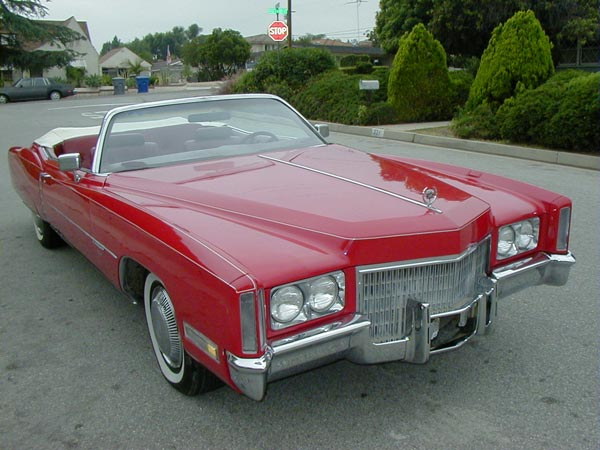
5e generatie
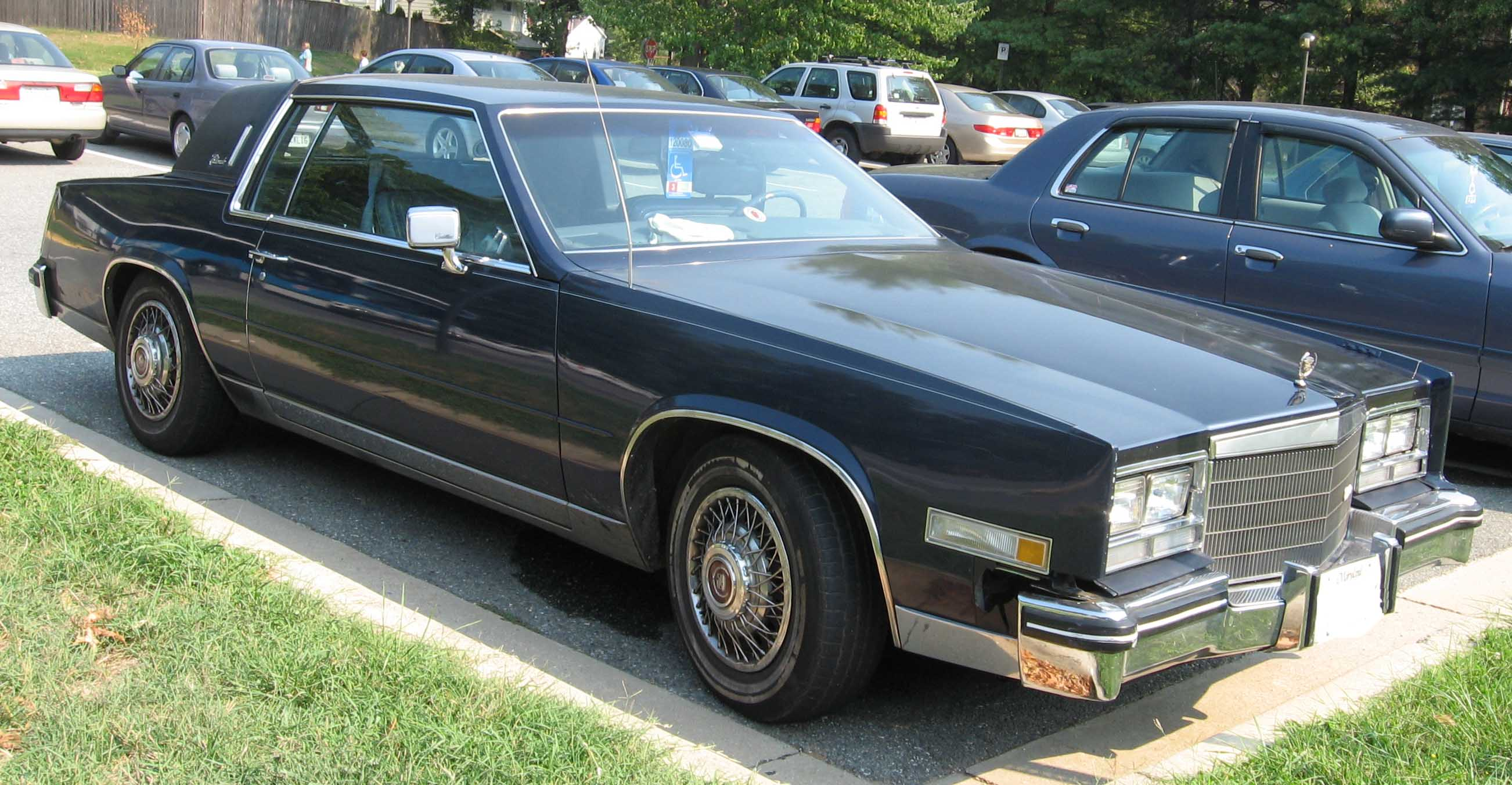
6e generatie
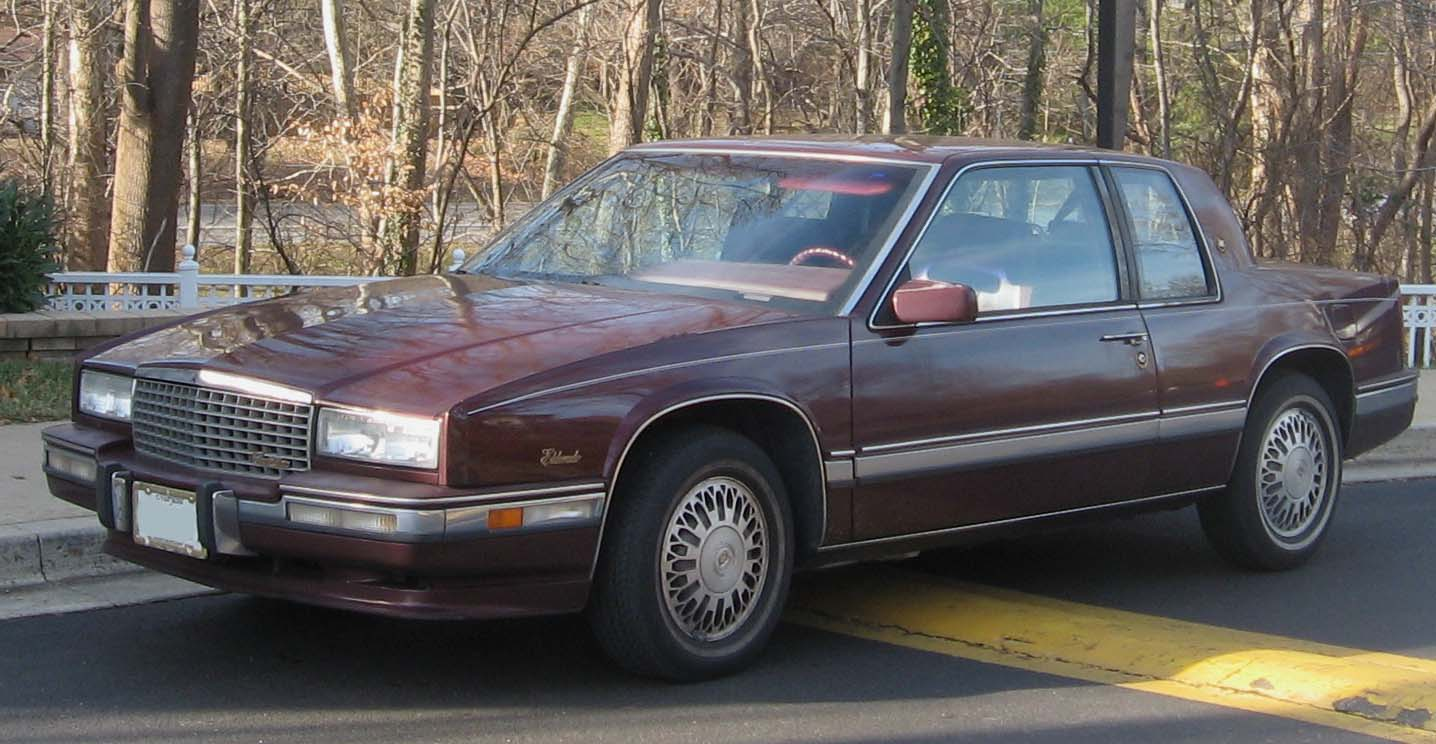
7e generatie
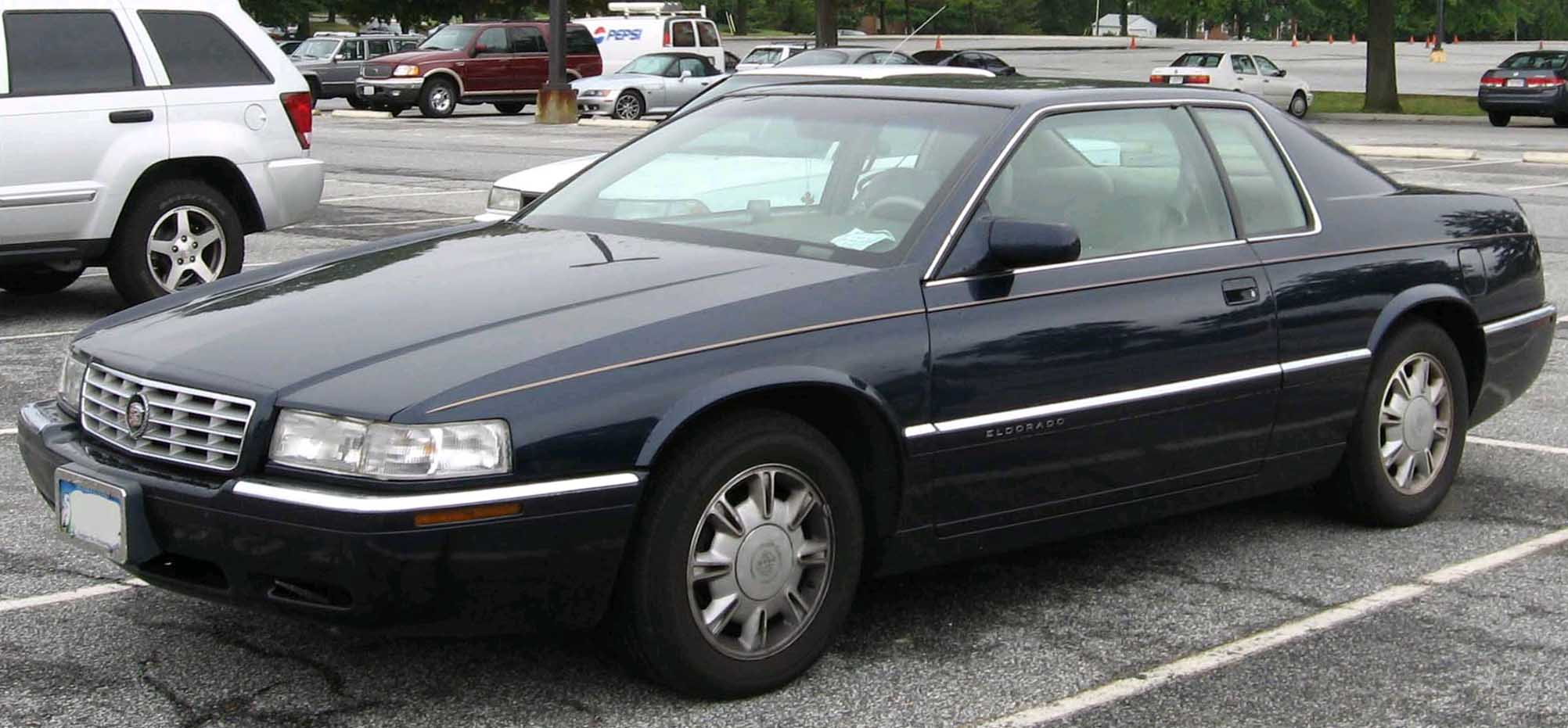
8e generatie